# Acronicta eleagni
Acronicta eleagni är en fjärilsart som beskrevs av Alphéraky 1887. Acronicta eleagni ingår i släktet Acronicta och familjen nattflyn. Inga underarter finns listade i Catalogue of Life.